# Hadi Sacko
Pour les articles homonymes, voir Sacko.
Hadi Sacko est un footballeur international malien né le 24 mars 1994 à Corbeil-Essonnes. Il évolue au poste d'attaquant au Adanaspor.

## Biographie
Il commence le football à l'âge de 8 ans au sein du club de l'AS Corbeil-Essonnes. Trois ans plus tard il rejoint le club de Brétigny-sur-Orge pour une durée de quatre ans. Il rejoint ensuite les Girondins de Bordeaux avec qui il connaît les équipes de jeunes puis l'équipe réserve, il intègre le groupe professionnel lors de la saison 2012-2013. Il joue son premier match professionnel le 20 septembre 2012 en Ligue Europa en entrant en jeu contre le Club Bruges.
La saison suivante commence par le Trophée des champions, durant lequel il entre en cours de match lors de la défaite des siens face au Paris Saint-Germain. Remplaçant lors de la première partie de saison, il est prêté au Havre AC qui évolue en Ligue 2. Il prend une place de titulaire et marque ses premiers buts professionnels avec un doublé contre le Dijon FCO puis un doublé face à Arles Avignon pour son dernier match avec le Havre AC pour deux victoires sur le score de deux buts à un.
Il décide de quitter les Girondins de Bordeaux, car il n'a pas assez de temps de jeu et décide de partir s'exiler au Portugal au sein du Sporting Portugal et signe un contrat de six ans avec le club lusitanien avec un montant pour une clause libératoire fixée à 60 millions d'euros. Pour sa première année sous le maillot du Sporting, il est mis à disposition de la réserve afin de gagner en expérience mais prend part à quatre matchs de coupe avec l'équipe première.
La saison suivante, il n'est pas utilisé avec l'équipe première et le 1er février 2016, il est prêté au FC Sochaux. Le club se maintient en seconde division et atteint les demi-finales de la Coupe de France. Il joue quatorze matchs pour deux buts toutes compétitions confondues.
Le 5 juillet 2016, il est à nouveau prêté par le Sporting et rejoint Leeds United qui évolue en seconde division anglaise.
Le 30 juillet 2018, il est prêté pour une saison à Las Palmas.
Le 31 janvier 2019, il est prêté à MKE Ankaragücü.
Après ce prêt, il reste en Turquie en étant transféré de Leeds à Denizlispor où il signe un contrat d'une durée de deux ans.

## Statistiques
| Saison                | Club                          | Championnat           | Championnat | Championnat | Coupe(s) nationale(s) | Coupe(s) nationale(s) | Compétition(s) continentale(s) | Compétition(s) continentale(s) | Compétition(s) continentale(s) | Total | Total |
| Saison                | Club                          | Division              | M.          | B.          | M.                    | B.                    | Comp.                          | M.                             | B.                             | M.    | B.    |
| 2012-2013             | Girondins de Bordeaux         | Ligue 1               | 4           | 0           | 1                     | 0                     | C3                             | 5                              | 0                              | 10    | 0     |
| 2013-2014             | Girondins de Bordeaux         | Ligue 1               | 5           | 0           | 2                     | 0                     | C3                             | 4                              | 0                              | 11    | 0     |
| 2013-2014             | Le Havre AC (prêt)            | Ligue 2               | 18          | 4           | -                     | -                     | -                              | -                              | -                              | 18    | 4     |
| 2014-2015             | Girondins de Bordeaux         | Ligue 1               | 2           | 0           | -                     | -                     | -                              | -                              | -                              | 2     | 0     |
| 2014-2015             | Sporting Portugal             | Primeira Liga         | -           | -           | 4                     | 0                     | -                              | -                              | -                              | 4     | 0     |
| 2014-2015             | Sporting Portugal B           | Segunda Liga          | 31          | 7           | -                     | -                     | -                              | -                              | -                              | 31    | 7     |
| 2015-2016             | Sporting Portugal B           | Segunda Liga          | 24          | 3           | -                     | -                     | -                              | -                              | -                              | 24    | 3     |
| 2015-2016             | FC Sochaux-Montbéliard (prêt) | Ligue 2               | 12          | 1           | 2                     | 1                     | -                              | -                              | -                              | 14    | 2     |
| 2016-2017             | Leeds United (prêt)           | Championship          | 38          | 2           | 4                     | 0                     | -                              | -                              | -                              | 42    | 2     |
| 2017-2018             | Leeds United                  | Championship          | 14          | 0           | 4                     | 1                     | -                              | -                              | -                              | 18    | 1     |
| 2018-2019             | UD Las Palmas (prêt)          | LaLiga 2              | 5           | 0           | -                     | -                     | -                              | -                              | -                              | 5     | 0     |
| Total sur la carrière | Total sur la carrière         | Total sur la carrière | 153         | 17          | 17                    | 2                     | -                              | 9                              | 0                              | 179   | 19    |

## Palmarès
Il est finaliste du Trophée des champions en 2013.